# الطعام والأنظمة الغذائية في الطب القديم
اختلف الفهم الحديث للمرض بشكل كبير عما كان سائدًا في اليونان القديمة وروما. تختلف الطرق التي يستخدمها أطباء الطب الحديث لشفاء المرضى بشكل شاسع عن الأساليب المستخدمة من قبل المعالجين العامين الأوائل أو أطباء النخبة مثل أبقراط وغالينوس. في الطب الحديث، فهم مصادر المرض من«النظرية الجرثومية للمرض»، ظهر هذا المبدأ في النصف الثاني من القرن التاسع عشر، والذي يوضح أن المرض هو نتيجة لغزو الكائنات الحية الدقيقة المضيف الحي.
وبالتالى، عندما يصبح الشخص مريضًا، تستهدف العلاجات الحديثة مسببات الأمراض أو البكتيريا لكى «تقضى» أو«تقتل» هذا المرض. في مدينتى اليونان القديمة وروما، كانت الأمراض تُفهم بالمعنى المجرد أنها انعدام للراحة أو عدم التوازن الجسدي. وُجد التدخل الطبى، بعد ذلك، بهدف استعادة الوئام بدلًا من شن حرب ضد المرض. كانت الجراحة بالنسبة للأطباء الرومان واليونانيين حلًا مبالغًا فيه وله أضراره، بينما اعتُبرت الوقاية من الخطوات الأولى المهمة للشفاء من جميع الأمراض تقريبًا. في الحلول الوقائية والعلاجية للأمراض في الطب القديم، كان الطعام والأنظمة الغذائية تعتبر أمرًا مركزيًا. التناول الصحيح للغذاء بشكل متوازن تشكل غالبية العلاج الوقائي بالإضافة إلى استعادة الانسجام في الجسم بعد مواجهة المرض.

المزاجات الأربعة والصفات الخاصة بهم

## الطعام والأنظمة الغذائية في اليونان القديمة

### مذهب الأخلاط وأسباب المرض
يوصف الطب اليوناني القديم بأنه عقلاني وأخلاقي ومبني على الملاحظة والتعلم والخبرة الواعية. غالبًا ما تُستبعد الخرافات والدوغمائية الدينية من أوصاف الطب اليوناني القديم. ومع ذلك، من المهم ملاحظة أن هذا النهج العقلاني في الطب لم يكن موجودًا دائمًا في الكلمة الطبية اليونانية القديمة، كما أنه لم يكن الطريقة الوحيدة الشائعة للشفاء. إلى جانب الطب اليوناني العقلاني، كان يُعتقد أيضًا أن هذا المرض له أصل خارق، ناتج عن عدم رضا الآلهة أو عن الاستحواذ الشيطاني. كان طاردو التعاويذ والمعالجين الدينيين من بين «الأطباء» من بين الذين سعى لهم المرضى عندما مرضوا.
وقد اتُخذ تنفيذ التضحيات، وطرد الأرواح، والتعويذات والصلاة طرقًا من أجل التوفيق بين الآلهة واستعادة الصحة للمريض. لم يكن الأمر كذلك حتى وقت أبقراط في الفترة ما بين 450 و350 ما قبل الميلاد، أن العقلانية، الملاحظة والنظرية الخِلْطيَّة في الطب بدأت تصبح ذات تأثير كبير. النظرية الخِلْطيَّة أو«مذهب الأخَلاطْ» أوضحت أن جسم الإنسان يتألف من سوائل (الخِلْطيَّة) ويعتبر مرض نتيجة وجود خلل في المزاجات الأربعة: الصفراء الصفراء، والصفراء السوداء والبلغم والدم.
هذه الأمزجة تحتوى على بعض الصفات مثل الحرارة، البرودة، الرطوبة، والجفاف، إلخ، والتي يجب أن تكون أيضًا في توازن 337الطعام يمكن أن يتم تسخينه، وتبريده، أو يتم توليده من المزيج. بعض الأطعمة تنتج عصارة جيدة والبعض الأخر عصارة سيئة وغالبًا ما يتم من طهى الطعام وتحضيره يمكنه أن يغير أو يحسن من عصارة الطعام. بالإضافة إلى أن الطعام يسهل هضمه (يكون مرورة عبر الجسد سهل)، يسهل إخراجه، سواء مغذى أم لا.338 في علاجات أبقراط، تتشابه الصفات في الأطعمة مع نظرية الأخلاط الأربعة في الجسم: الكثير من مزيج واحد يعتبر سيئًا، الخليط المتوازن هو الأمثل.347 وبالتالى، استهلاك الأطعمة المتوازنة بشكل صحيح وأسلوب حياة المريض حاسمًا للوقاية والعلاج من المرض في اليونان القديمة.
هذا يقودنا إلى الطريقة التي لعب بها الطعام الموسمي دورًا مهمًا في علاج الأمراض القديمة. وفقًا لمؤلف أبوقراط «الهواء، المياه والأماكن» (لا يزال هناك جدل حول ما إذا كان أبقراط قد كتب «أبقراط»)، فمن المهم أن يتعلم الطبيب علم الفلك لأن «التغيرات في المواسم تنتج تغيرات في الأمراض». في نفس نص أبقراط، يشرح المؤلف أن القرى التي تواجه الشرق والتي تتعرض للرياح من الشمال الشرقي والجنوب الشرقي والغرب تميل إلى أن تكون صحية، «يمكن مقارنة المناخ في هذه المقاطعة مع الربيع حيث أنه لا يوجد أقصى درجات الحرارة والبرودة. ونتيجة لذلك، فإن الأمراض في هذه المنطقة قليلة وليست خطيرة».151 كمثال على أهمية الطعام الموسمي في الحفاظ على توازن المرطبات والوقاية من الأمراض، التي قدمها أبقراط في«في الحمية الغذائية» عندما يقول المؤلفان أنه «في الشتاء، لتأمين جسم جاف ودافئ، من الأفضل تناول خبز القمح واللحوم المشوية وبعض الخضراوات. في حين أنه من المناسب في الصيف تناول كعك الشعير ولحوم الشعير والأطعمة الخفيفة»(ذُكر في مؤلَف ويلكنز وآخرون. صفحة 346).

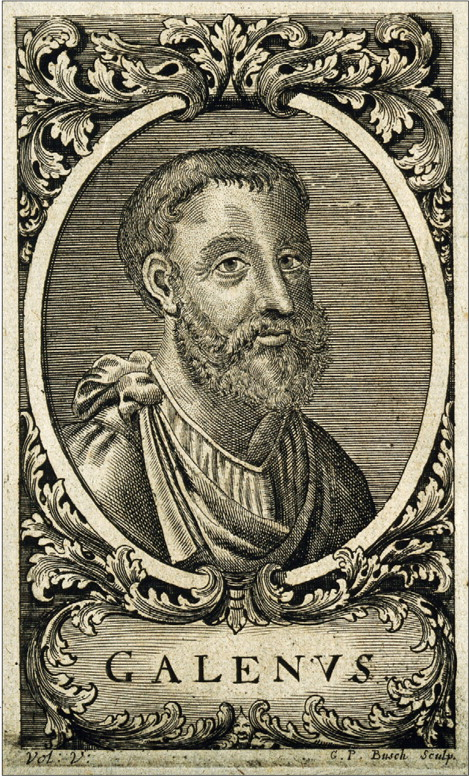
البارز جالن بيرغاموم

## الطعام والأنظمة الغذائية في روما القديمة

### الخِلْطيَّة، التشريح وأسباب المرض
يُعد غالين من برغامس (129 - 210 قبل الميلاد)  في قلب الطب الروماني ونقطة الانطلاق نحو تطوير علم الادوية الغربي. كان غالين كاتبًا غزير الإنتاج من أعماله الناجحة، وما رآه غالين كالدليل النهائي لنظام غذائي صحي، استنادًا إلى نظرية الأخلاط الأربعة. لقد فهم غالين النظرية الخلطية بالمعنى الديناميكي بدلًا من الإحساس الساكن بحيث أن الصفراء تكون ساخنة وجافة مثل النار. الصفراء السوداء هي جافة وباردة مثل الأرض. البلغم بارد ورطب مثل الماء، والدم رطب وساخن. كما أنه فهم أن الخِلْطيَّة التي يتم إنتاجها عن طريق الطعام من خلال الهضم وأنه مع الهضم والتنفس، كان غالين يطبق معرفته في علم التشريح. وفقًا لغالين، يبدأ الهضم في الفم بسبب هذا الطعام الذي يلامس اللعاب. ثم يُسحب الطعام الممضوغ إلى المعدة حيث تطهي حرارة المعدة الطعام إلى كيلوسية. ثم تُنقل إلى الكبد حيث تُحول المواد الغذائية إلى الدم وينتقل في جميع أنحاء الجسم. : 420–421مع فهم طبيعة الخِلْطيَّة على أنها ديناميكية ومعرفة غالين بالتشريح، كان غالين قادرًا على تصنيف الأمراض على أنها ساخنة، باردة، جافة أو رطبة، ويعزو أسباب هذه الأمراض إلى أنواع معينة من الأطعمة. على سبيل المثال، في كتابه غالين «حول أسباب المرض»، كما ذكرها مارك غرانت، يقول جالن عند وصف الأمراض الساخنة، «[أحد أسباب الحرارة المفرطة] يكمن في الأطعمة التي لها قوى ساخنة وقاسية، مثل الثوم، الكراث والبصل وهكذا. وأن الاستخدام الخفيف لهذه الأطعمة يؤدي أحيانًا إلى الإصابة بحمى».: 48
لذلك، في اطروحة غالين الغذائية «على قوى الغذاء»، غالبًا ما توصف الوصفات بالإضافة إلى وصف الأطعمة بأنها مالحة أو حلوة أو حامضة أو مائية أو صعبة أو سهلة الهضم أو مكلفة أو مليئة بالألياف أو مبردة أو مدفئة، إلخ. يصر غالين على أن توازن الأربعة أنواع من الخِلْطيَّة يمكن أن يتأثر بشكل إيجابي أو سلبي عن طريق «النظام الغذائي» الذي لا يشمل فقط  الطعام والشراب، بل يشمل أيضًا التمارين البدنية والحمامات والتدليك والمناخ.